# Casa Museu João de Deus
A Casa de João de Deus, igualmente conhecida como Casa Museu João de Deus, é uma casa-museu na vila de São Bartolomeu de Messines, no concelho de Silves, em Portugal. Foi inaugurada em 25 de Outubro de 1997,[carece de fontes?], sendo dedicada ao pedagogo João de Deus de Nogueira Ramos. Este não foi o local de nascimento de João de Deus, que terá nascido num outro edifício, situado no Largo João de Deus.

## História e descrição
A Casa de João de Deus está situada na Rua Francisco Neto Cabrita, em frente à igreja matriz. O edifício foi adaptado para uma utilização cultural dupla, como um museu dedicado ao educador João de Deus de Nogueira Ramos, e como um centro pedagógico e artístico destinado a jovens e crianças. Neste sentido, foi alvo de obras de remodelação, passando a apresentar uma feição pitoresca, num estilo neo-tradicionalista.
Um dos elementos mais destacados da casa são as molduras das portas e janelas, em grés vermelho, material que, exposto à erosão, ganha uma cor muito vibrante em tons vermelhos. Em São Bartolomeu de Messines, este material também foi utilizado nas colunas à entrada da igreja e nas molduras dos vãos de outros edifícios, como o antigo quartel da Guarda Nacional Republicana, dando ao centro urbano uma aparência própria. Um outro elemento de destaque na Casa de João de Deus são os telhados, formando dois conjuntos de quatro águas, embora com uma inclinação insuficiente para serem considerados como telhados de tesouro.